# Comtat d'Antrim
El comtat d'Antrim (gaèlic Aontroim [ˈeːnˠt̪ˠɾˠɪmʲ], que es pot traduir com "cim solitari") és un dels sis comtats d'Irlanda que formen part d'Irlanda del Nord. Rep el nom per la capital del comtat, Aontroim.

## Situació de l'irlandès
Segons les estadístiques de 2009-2010 hi ha 1.832 alumnes a les 12 Gaelscoileanna (escoles primàries en irlandès) i 1 Gaelcholáiste (escoles secundàries en irlandès).

## Divisió administrativa
Els britànics l'han dividit en vuit districtes:
- Districte de Belfast
- Districte de Ballymena
- Districte de Ballymoney
- Districte de Carrickfergus
- Districte d'Antrim
- Districte de Larne
- Districte de Newtownabbey
- Districte de Moyle

## Ciutats i viles

Ballycastle

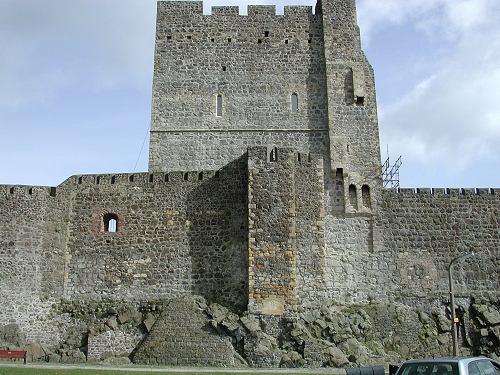
Castell de Carrickferrgus (1177)

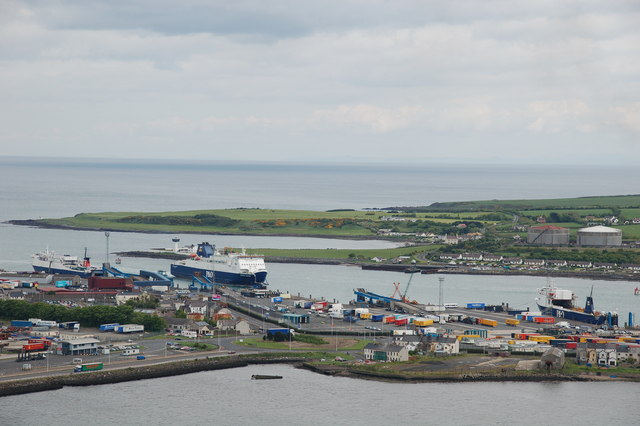
Port de Larne

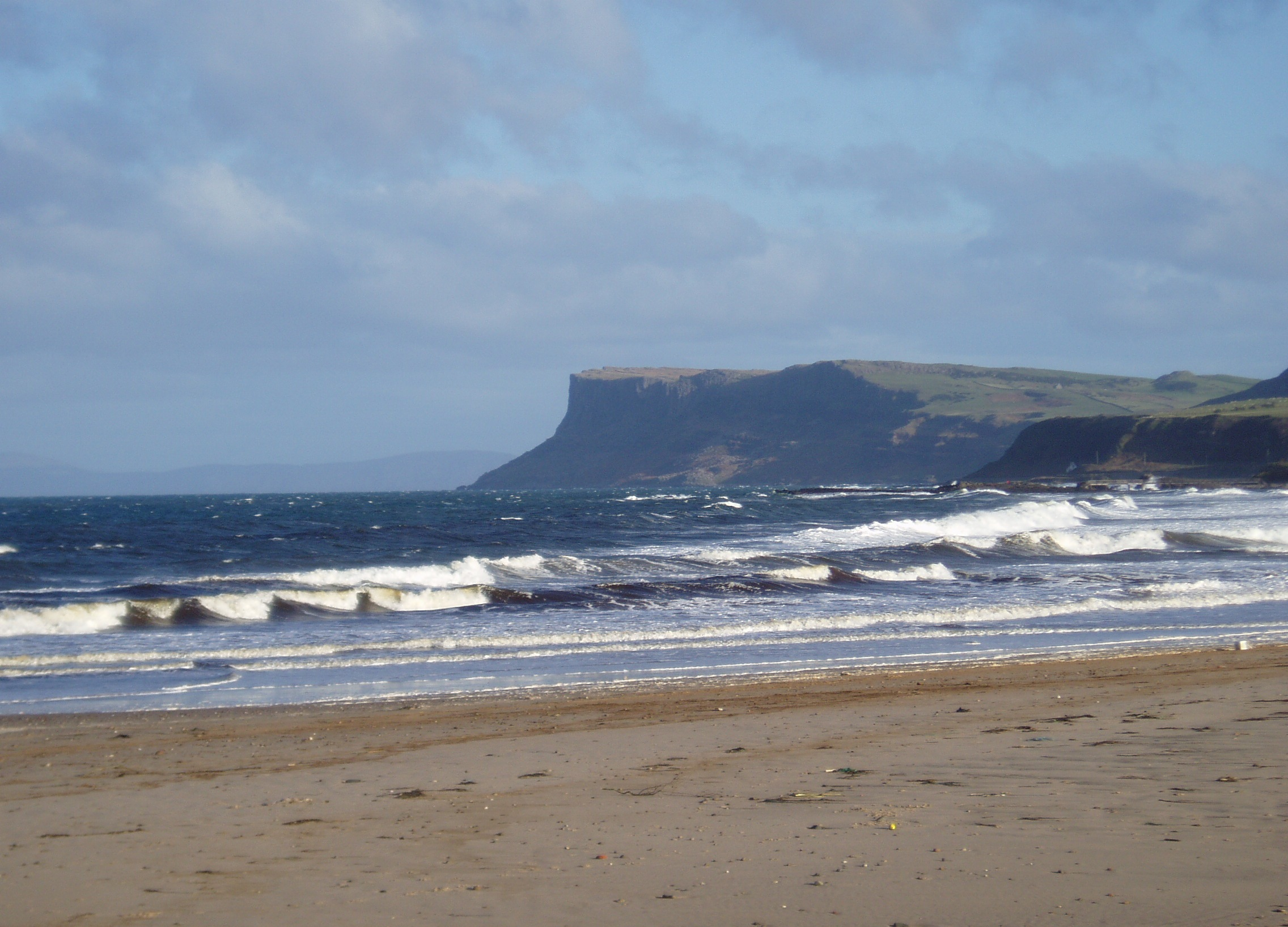
Fair Head vist des de Ballycastle

- Aontroim
- Ballymena
- Carrickfergus
- Larne
- Lisburn
- Newtownabbey
- Ballycastle
- Ballyclare
- Ballymoney
- Greenisland
- Jordanstown
- Portrush
- Randalstown
- Ahoghill
- Broughshane
- Crumlin
- Cullybackey
- Whitehead
- Bushmills
- Carnlough
- Cloughmills
- Cogry & Kilbride
- Cushendall
- Doagh
- Dunloy
- Glenavy
- Kells
- Portglenone
- Templepatrick
- Aghagallon
- Aghalee
- Aldergrove
- Armoy
- Ballintoy
- Ballycarry
- Ballyeaston
- Ballygalley
- Ballynure
- Boneybefore
- Carnalbanagh
- Cargan
- Cushendun
- Dervock
- Glenarm
- Glynn
- Loughguile
- Moss-Side
- Newtown Crommelin
- Parkgate
- Portballintrae
- Rasharkin
- Stranocum
- Toome

## Personatges il·lustres
- Liam Neeson (1952), de Ballymena, actor.